# 2-메톡시프로펜
2-메톡시프로펜(영어: 2-methoxypropene)은 화학식이 C4H8O인 에터이다. 2-메톡시프로펜은 유기 합성에서 알코올의 보호기로 사용되는 시약이며, 다이올을 아세토나이드기로 전환시킨다.
2-메톡시프로펜은 2,2-다이메톡시프로페인으로부터 메탄올을 제거하거나 메탄올을 프로파인 또는 프로파다이엔에 첨가하여 제조할 수 있다.

## 같이 보기
- 에터